# Nervus pudendus
De nervus pudendus of schaamzenuw is een zenuw in het bekken. Hij bevat sensorische, motorische, somatische en orthosympathische vezels. De zenuw verzorgt de innervatie van de geslachtsorganen van beide geslachten (clitoris bij de vrouw, penis bij de man), de externe blaassfincter en het rectum. De zenuw ontstaat uit de zenuwwortels van ruggenmergsegmenten S2-S4 die deel uitmaken van de plexus sacralis.

## Verloop
De nervus pudendus gaat het bekken uit via het foramen infrapiriforme, het onderste deel van het foramen ischiadicum majus. Na het uittreden uit het bekken loopt de zenuw door de regio glutaea (billen) en draait over het ligamentum sacrospinale het foramen ischiadicum minus in naar het perineum. De spieren van de bekkenbodem worden motorisch en de huid van het perineum, de penis en de clitoris worden sensorisch geïnnerveerd.

## Pathologie
Tijdens een moeizame geboorte of bij fietsen kan de zenuw (tijdelijk) beklemd raken. Permanente beschadiging van deze zenuw komt weinig voor, maar kan ontstaan door een tumor of door een operatie in de regio. In de verloskunde wordt soms het perineum verdoofd om pijn te verminderen. Hierbij wordt de nervus pudendus geblokkeerd.
Neuropathie van de nervus pudendus is vaak moeilijk te diagnosticeren en te behandelen. Meestal wordt de aandoening gekenmerkt door pijn bij zitten, maar klachten als incontinentie, vaginale pijn of erectieproblemen kunnen ook ontstaan door pudendusneuropathie. De zenuwgeleidingstijden kunnen worden onderzocht door middel van een elektromyografie (EMG). Als er tekenen zijn van vertraagde zenuwgeleiding en er zijn klachten aanwezig die hierbij passen, is de diagnose zeer waarschijnlijk.
Deze aandoening kan conservatief worden behandeld met pijnstillers en lokale pijnstillende crèmes. Soms is fysiotherapie een optie. Dit is vaak onschuldig om mee te beginnen. Soms wordt echter besloten om chirurgisch te behandelen. Hierbij kan de zenuw worden vrijgemaakt. De gevolgen van de operatie op lange termijn zijn niet bekend, omdat er weinig onderzoek hiernaar is gedaan.